# 쓰카다 마사아키
쓰카다 마사아키(일본어: 塚田正昭, 1938년 12월 16일 ~ 2014년 1월 27일)는 일본의 성우이다. 아내는 같은 성우인 노자와 마사코.